# Zverinogolovsky (huyện)
Huyện Zverinogolovsky (tiếng Nga: ? райо́н) là một huyện hành chính tự quản (raion), của Tỉnh Kurgan, Nga. Huyện có diện tích 1275 km², dân số thời điểm ngày 1 tháng 1 năm 2000 là 13500 người. Trung tâm của huyện đóng ở Zverinogolovskoye.